# 普奇塞达
普奇塞达（西班牙語：Puigcerdá，發音：[ˌputʃsəɾˈða]）是西班牙加泰罗尼亚赫罗纳省的一个市镇。总面积19平方公里，总人口7020人（2001年），人口密度369人/平方公里。